# Dysschema trapeziata
Dysschema trapeziata là một loài bướm đêm thuộc phân họ Arctiinae, họ Erebidae.